# Mernye
Mernye es un pueblo ubicado en el distrito de Kaposvár, en el condado de Somogy, Hungría.

## Superficie
Posee una superficie de 25,93 kilómetros cuadrados.

## Demografía
Hasta 2019 la población era de 1214 habitantes, con una densidad de población de 46,82 habitantes por kilómetro cuadrado.